# Martynowicze
Martynowicze (ukr. Мартиновичі) – wieś na Ukrainie w rejonie wyszogrodzkim obwodu kijowskiego.
Siedziba dawnej gminy Martynowicze w powiecie radomyskim a od roku 1919 w czarnobylskim na Ukrainie.